# Carol Queen
Carol Queen (San Francisco, Califòrnia; 1957) és una autora, editora, sociòloga i sexòloga dels Estats Units, estudiosa del moviment feminista prosex. Queen ha sigut dues vegades Gran Mariscala de l'Orgull LGBTQ de San Francisco. Ha escrit sobre la sexualitat humana en obres com Real Live Nude Girl: Chronicles of Sex-Positive Culture, així com un tutorial sobre sexe, Exhibitionism for the Shy: Show Off, Dress Up and Talk Hot, i obres eròtiques, com la novel·la The Leather Daddy and the Femme. A més a més de la faceta com a escriptora i divulgadora, Queen ha produït pel·lícules per a adults i ha presentat i realitzat actes, tallers i conferències. Fou instructora i protagonista dels dos lliuraments de la sèrie Bend Over Boyfriend sobre sexe anal entre dones i homes, o pegging. També ha estat editora de recopilacions i antologies, i educadora sexual.

## Good Vibrations
Queen treballa com a sexòloga per a Good Vibrations, l'empresa de venda de joguets sexuals de San Francisco. En aquesta funció, dissenyà un programa educatiu que ha format molts altres educadors sexuals de Good Vibrations, com ara Violet Blue, Charlie Glickman i Staci Haines.

## Treball com a escriptora
Queen és coneguda com a editora, escriptora i comentarista d'obres com Real Live Nude Girl: Chronicles of Sex-Positive Culture, Pomosexuals i Exhibitionism for the Shy. Ha escrit per a revistes com The Journal of Bisexuality i The International Encyclopedia of Human Sexuality. Ha col·laborat amb l'article "The Queer in Me" en l'antologia Bi Any Other Name: Bisexual People Speak Out.

## Absexualitat
Queen introduí el neologisme absexual amb la seua parella. Basat en el prefix ab- (com en "abreacció"), representa una manera de sexualitat en què un s'estimula allunyant-se de la sexualitat o s'oposa moralment al sexe. Betty Dodson definí el terme com una descripció de "la gent que es queixa del sexe i censura el porno". Queen proposa la inclusió del concepte en el DSM-5 de l'Associació Americana de Psiquiatria. Darrell Hamamoto considera que la visió de Queen de l'absexualitat juga d'una manera àmplia: "l'actual absexualitat abraçada per molts crítics progressistes i conservadors de la literatura pornogràfica és en si mateixa una espècie de "perversió" derivada d'una necessitat compulsiva d'imposar els seus costums sexuals als que condemnen amb justícia com a rèprobes il·luminats".

## Desenvolupament de SHARP
L'any 2000, Queen i el seu company Robert Morgan Lawrence publiquen un assaig en el Journal of Bisexuality, en què detallen el rol dels bisexuals de San Francisco en el desenvolupament d'estratègies de sexe segur en resposta a la incipient crisi de la sida en la dècada dels 1980. Queen descriu el desenvolupament, per part d'ella i de Lawrence, d'una versió de sexe segur de la formació SAR o Revaluació d'Actituds Sexuals, que denominen Procés de reestructuració d'actituds de salut sexual (SHARP). Originàriament un programa iniciat pel IASHS, el SHARP és un conjunt de "conferències, pel·lícules, vídeos, diapositives i compartició personal", així com "tècniques de massatge, curses de relleus de condons, un ritual amb els ulls embenats conegut com el Sensorium, que emfasitzava la transformació i l'enfocament sensorial, i molt més". El 2007, Queen manifestà la intenció de reviure la formació del SHARP.

## Vida personal
Queen és wiccana, i bisexual.